# Parque Taksim Gezi
O Parque Taksim Gezi é um parque urbano situado na Praça Taksim, no distrito de Beyoğlu, em Istambul. É um dos parques de menor tamanho da cidade.
Em maio de 2013, o anúncio governamental de um plano que pretende demolir o parque para dar lugar à reconstrução do histórico quartel de Taksim (demolido em 1940) e, também, à construção de um centro comercial, desencadeou uma onda de protestos na Turquia.